# Obermühle (Görlitz)
Die Obermühle war eine der drei großen Getreidemühlen der Stadt Görlitz an der Lausitzer Neiße. Der Mühlenbetrieb wurde 1994 eingestellt, jedoch werden Teile der Gebäude bis heute als Restaurant und Pension genutzt. In der Obermühle befindet sich die östlichste Bierbrauerei Deutschlands.

## Lage
Die Obermühle befindet sich am nördlichen Ausgang des Taleinschnittes der Lausitzer Neiße. Bevor die Neiße die Obermühle passiert, fließt sie in einem weiten Westbogen unter dem Neißeviadukt hindurch. Der Obermühlberg erhebt sich nordwestlich der Mühle und geht südlich in das langgestreckte Weinberggelände über. Durch das Tal führt der Oder-Neiße-Radweg vorbei an der Obermühle.

## Geschichte

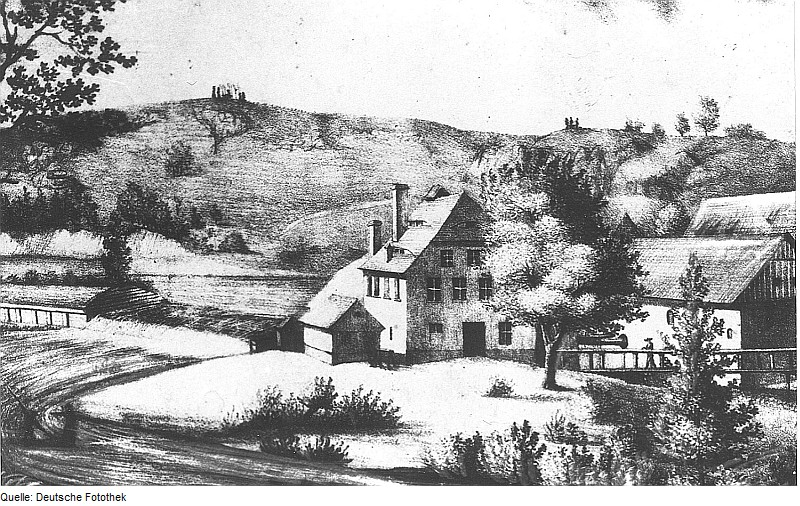
Blick von Nordosten auf die alte Mühle vor 1830

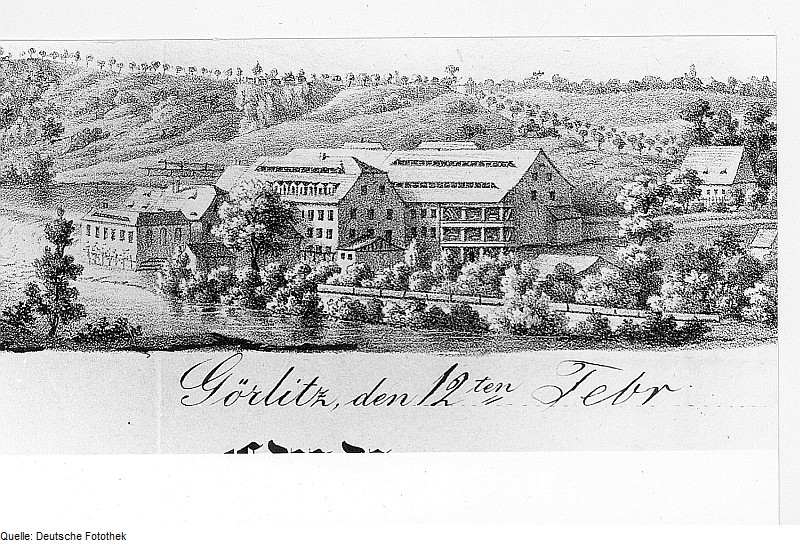
Briefkopf der Obermühle vom Februar 1845

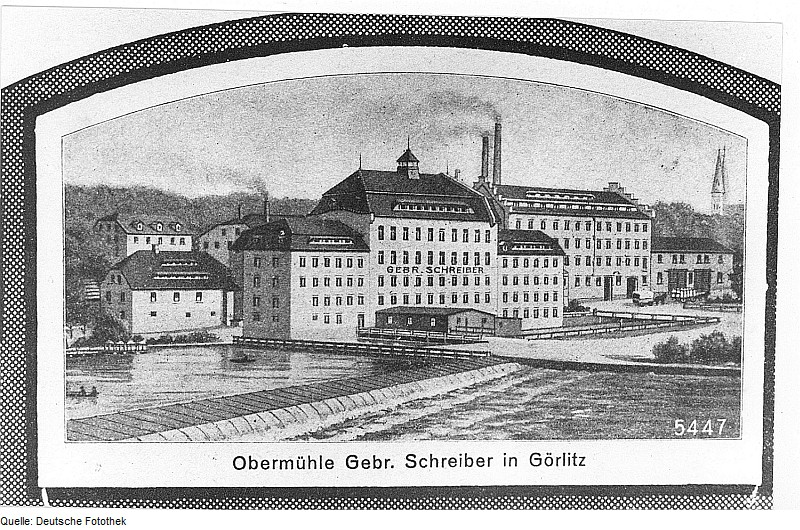
Die Obermühle 1926

Erstmals erwähnt wurde die Mühle 1305 als Mühle zu Kunstinsdorf. Kunstinsdorf oder auch Konsulsdorf war eine Siedlung südlich der Stadtmauern, die sich vermutlich von der Neiße über die heutige Bismarckstraße und Moltkestraße bis hin zur Jakobstraße zog. Die südliche Grenze der Siedlung bildete wahrscheinlich der Bach unterhalb des Jüdischen Friedhofes und der Kreuzkirche, der sich entlang des Pomologischen Gartens bis hin zu den Wiesen unterhalb des Weinberges zieht und dort in die Neiße mündet. An die einstige Siedlung erinnert bis heute der Konsulplatz und die Konsulstraße.
In den Stadtbüchern der folgenden Jahre heißt sie auch kurz Kunstelmol oder Kunstismol. Als erste Besitzer um 1305 werden Adam und Cristan von Grunow genannt. Nach zahlreichen Besitzerwechseln wurde die Mühle 1562 von Grund auf erneuert. In der Gegend der Obermühle befanden sich damals auch eine Walk-, eine Papier- und eine Kupfermühle sowie die Pochwerke einer Sensenschmiede. Das für den Mühlenantrieb benötigte Flusswasser wurde südöstlich der Mühle gestaut und zwischen dem westlichen Ufer und einer Neißeinsel hindurch geleitet. Im Jahr 1804 verkaufte der städtische Rat die vorher verpachtete Mühle an Karl Gottlob Thieme. Am 15. April 1830 vernichtete ein Feuer die Mühle komplett. Die Mühlengebäude waren bis dahin nur halbmassiv ausgeführt.
Noch 1830 erfolgte der massive Wiederaufbau des Objektes in seinem heutigen Zustand. Im Jahr 1873 kam die Mühle durch Kauf an Alfred Schreiber, der bald darauf seine Brüder Benno und Adolf als Kompagnons aufnahm. 1879 verkaufte er seinen Anteil an seine Brüder und zog nach Penzig, wo er die Niedermühle gekauft hatte. Die Obermühle blieb wohl bis Ende des Zweiten Weltkrieges im Besitz der Erben von Benno Schreiber. Den Krieg überstand die Mühle weitgehend unbeschadet. Es kann jedoch vermutet werden, dass auch sie bei der Sprengung des Neißeviaduktes durch Wehrmachtstruppen am Abend des 7. Mai 1945 in Mitleidenschaft gezogen wurde. Infolge der Grenzziehung nach dem Zweiten Weltkrieg entlang der Lausitzer Neiße lag die Mühle nun am Grenzfluss zur Volksrepublik Polen. Im Jahr 1953 pachtete Müllermeister Ernst Apelt die Mühle von der Stadt. Zehn Jahre später ging sie in dessen Eigentum über. 1972 wurde er enteignet und die Mühle in Volkseigentum überführt. Erst mit der Wende 1990 ging die Obermühle zurück in das Eigentum des Müllermeisters. Im Jahr 1992 übernahm seine jüngste Tochter Susanne Daubner – eine studierte Bierbrauerin – die Mühle. Seit 1994 wird in der Obermühle nicht mehr gemahlen. Die Mühlentechnik wurde verkauft.

## Heute
Seit 1999 existiert an der Obermühle erstmals wieder seit 1945 ein Bootsverleih, der von dem Eigentümer der Mühle betrieben wird. Im gleichen Jahr eröffnete der Oder-Neiße-Radweg durch das Neißetal, der an der Mühle vorbeiführt. 2001 eröffnete ein Brauhaus und eine Gaststätte im ehemaligen Sozialgebäude der Mühle. Diese Brauerei ist die östlichste Brauerei Deutschlands, da sie noch einige Meter weiter östlich liegt als die Landskronbrauerei, die lange mit dem Slogan „Die östlichste Brauerei Deutschlands“ warb. In den Folgejahren wurden das Wohngebäude und andere Gebäude für Pensionsgäste eingerichtet und die Gaststätte mit einer Terrasse zur Neiße mit Blick auf das Viadukt erweitert. Einige Bands nutzen die umfangreichen Räumlichkeiten in der ehemaligen Mühle als Proberaum. Das Neißehochwasser im August 2010 verwüstete unter anderem auch die Räumlichkeiten der Gaststätte und der angrenzenden Gebäude.
Seit Wiedereröffnung nach dem Hochwasser finden in der Mühle unter dem Namen Mühlenabend auch wieder regelmäßig kulturelle Veranstaltungen statt. Auch der Bootsverleih mit insgesamt 14 Booten hat wiedereröffnet. Der Sohn Jörg Daubner übernahm 2016 die Mühle. Der Koch und Wirtschaftsphilosoph setzte sich in den Kopf, sie zu einem nachhaltigen Unternehmen zu machen. Unser neuer „Müller“ gründete die Kinder- und Schulküche, um täglich über 500 Kinder mit gutem und gesundem Essen zu versorgen. Unterdessen wird die Neiße nicht mehr zum Mahlen genutzt, sondern zur hauseigenen Stromerzeugung und die Mühlgärtner der „RainKost“ pflanzen und pflegen das Gemüse für das Restaurant.

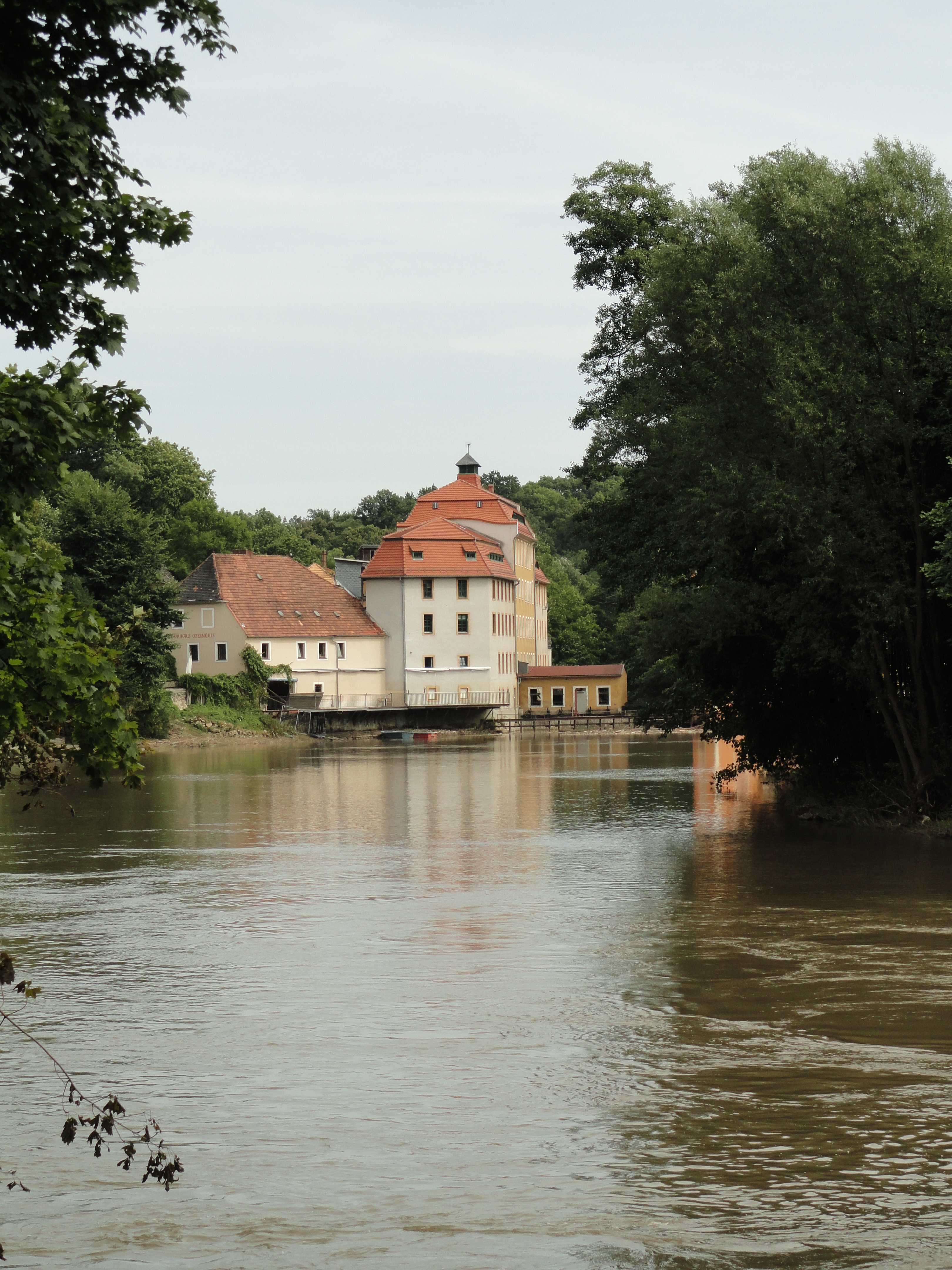
Blick auf die Neiße und die Obermühle
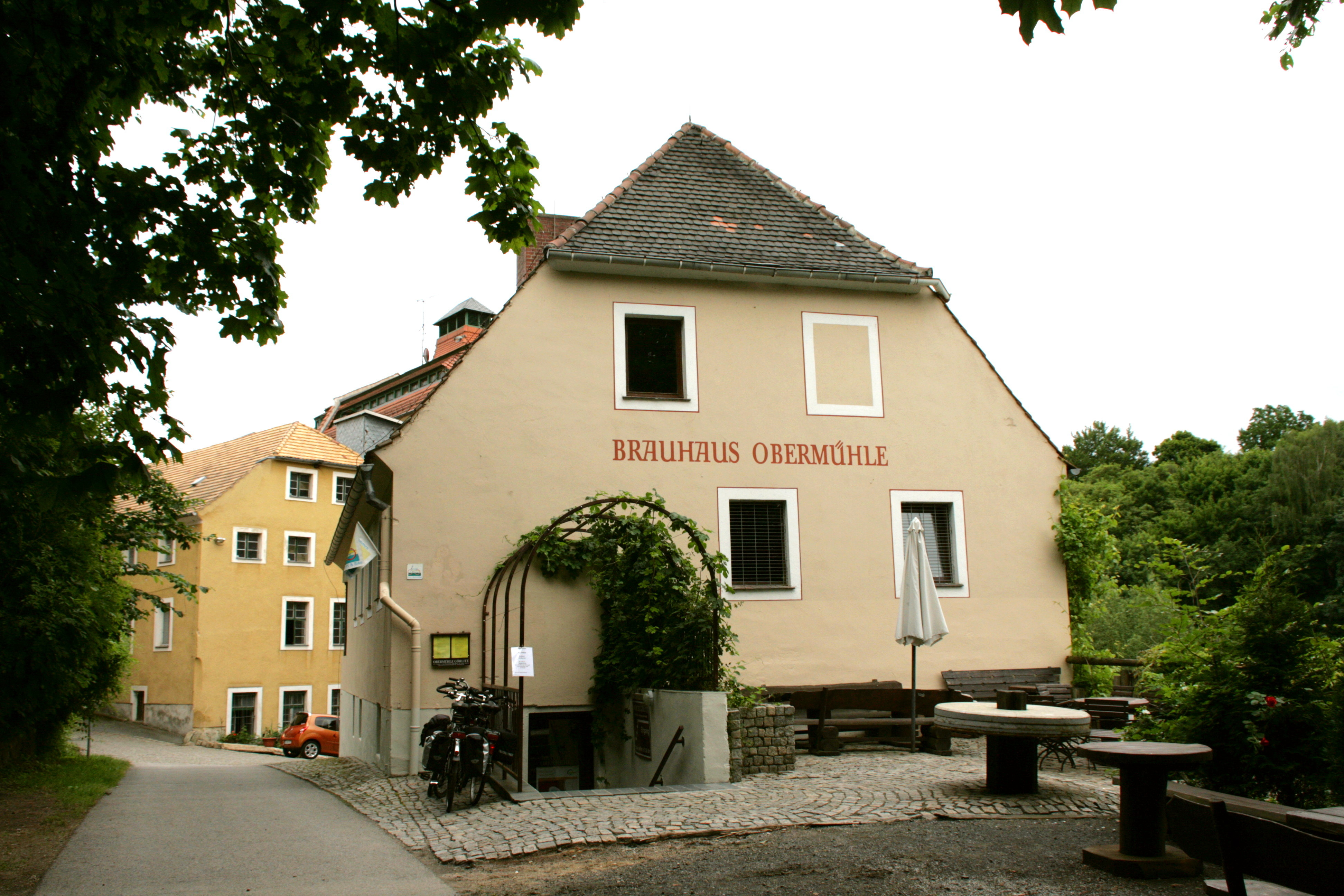
Ehemaliges Sozialgebäude – heute Gast- und Brauhaus
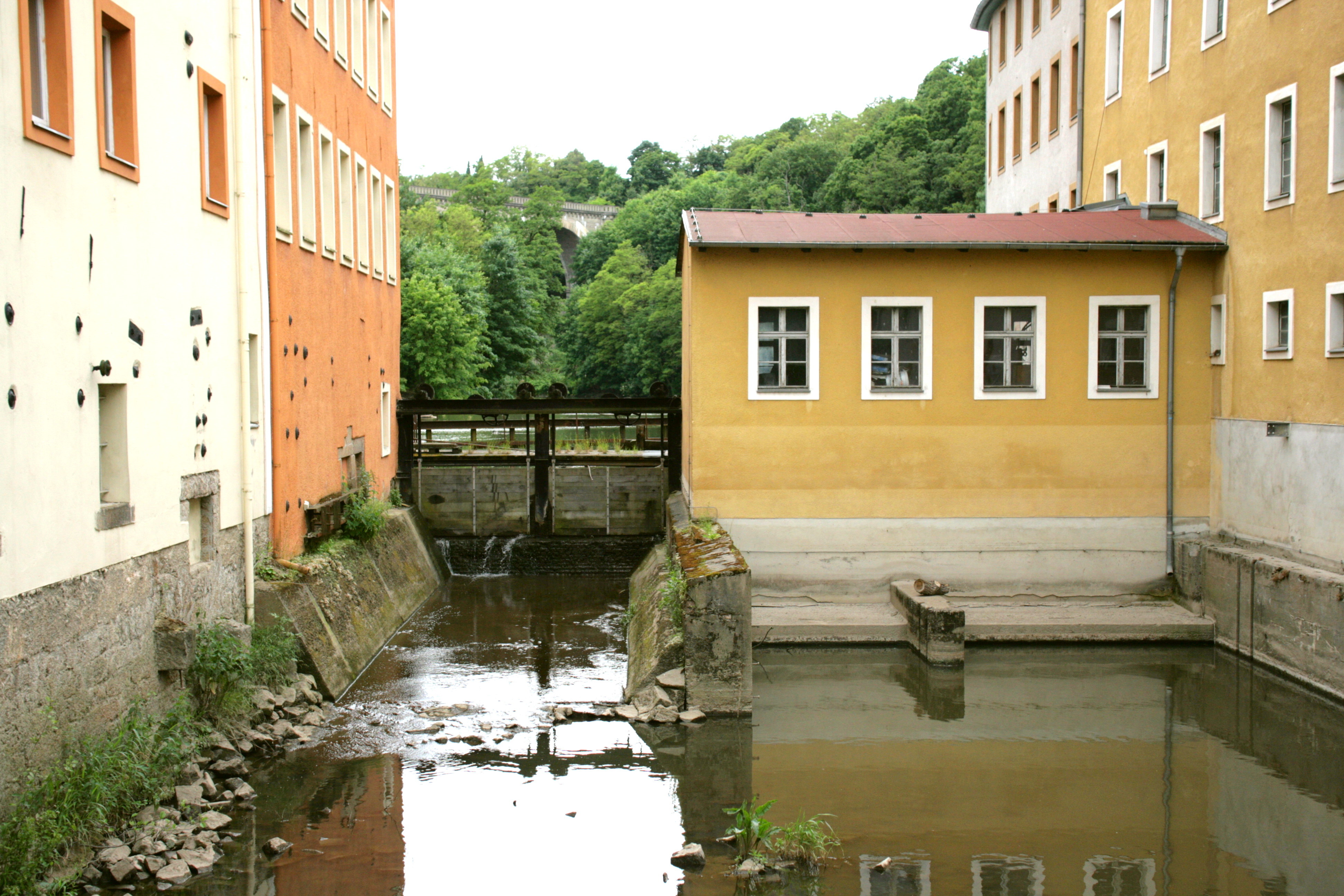
Blick in den Mühlengraben